# Zym
Zym (albanisch auch Zymi, serbisch Зјум Zjum) ist eine Ortschaft in der kosovarischen Gemeinde Prizren.

## Geographie
Zym liegt rund sieben Kilometer nordwestlich der Stadt Prizren im Hochland Has. Dieses Hochland (rechtes Ufer) und die Ebene von Prizren (linkes Ufer) werden voneinander durch den Weißen Drin getrennt.
Benachbarte Ortschaften von Zym sind im Osten Krajk, im Süden Gjonaj, im Südwesten Karashëngjergj, im Nordwesten Romaja und im Norden Lukinaj.

## Geschichte

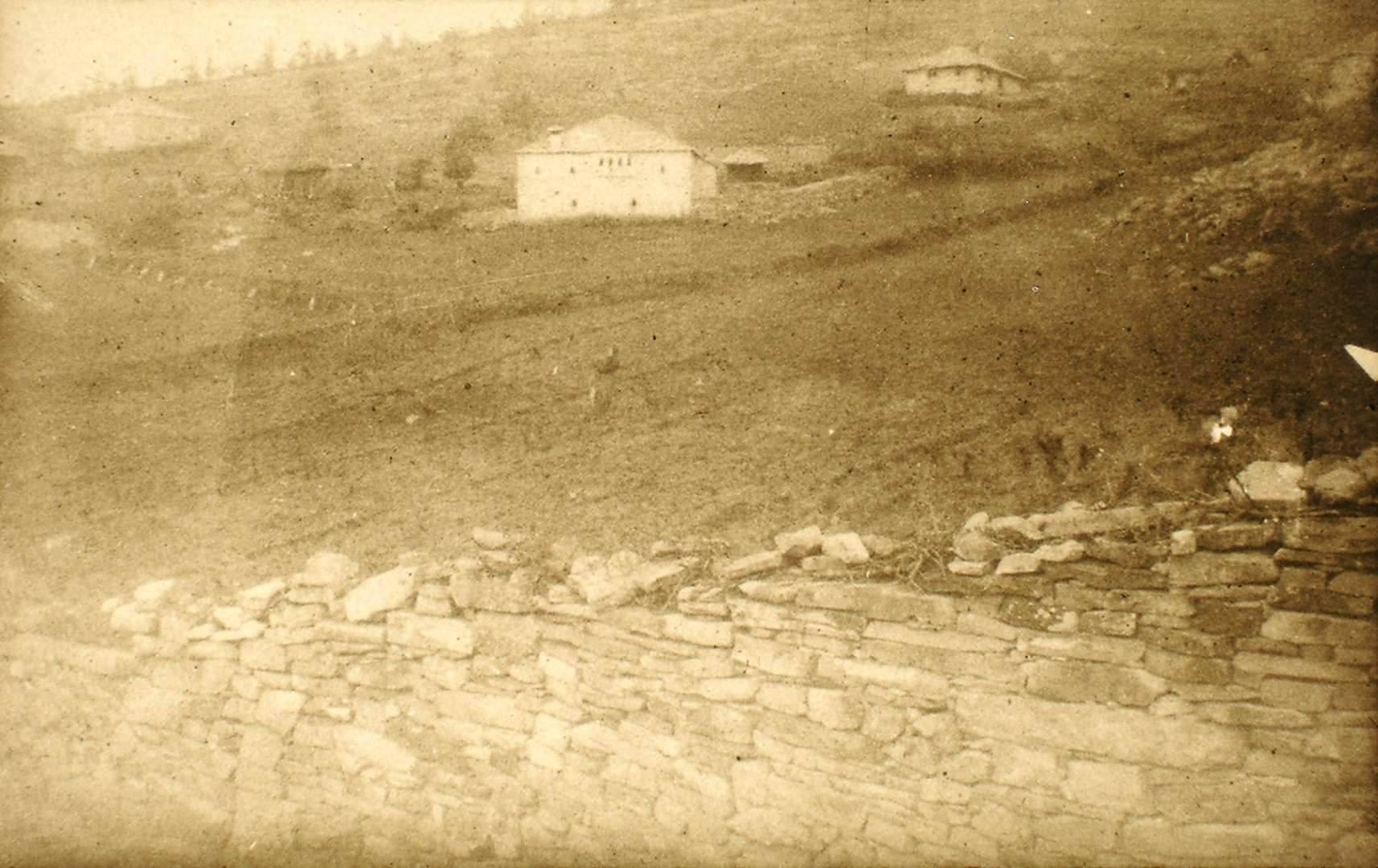
Häuser in Zym (1905)

Nach der Eroberung Kosovos durch das Königreich Serbien während des Ersten Balkankrieges 1912 richtete die serbische Regierung eine Militärverwaltung vor Ort ein, wobei eine eigene Gemeinde Zjum geschaffen wurde, zu der auch die Dörfer Karashëngjergj und Lukinaj gehörten. Die Gemeinde gehörte zum Srez Has des übergeordneten Okrug Prizren. Diese Verwaltungsgliederung bestand bis zum 6. Januar 1929, als das Gebiet Teil der neu geschaffenen Vardarska banovina innerhalb des Königreich Jugoslawiens wurde.
Ab 1960 war Zym Gemeindehauptsitz; die (Groß-)Gemeinde Zym war eine der damals im Zuge einer Gebietsreform 28 neu gegründeten Gemeinden Kosovos. 1965/1966 wird sie jedoch aufgelöst und unter Verwaltung der Gemeinde Prizren gestellt.

## Bevölkerung
Gemäß 2011 durchgeführter Volkszählung hat Zym 1782 Einwohner, von denen alle (100 %) angaben, Albaner zu sein. 1196 Personen (67,12 %) bezeichneten sich als Katholiken und 586 (32,88 %) als Muslime.
| Census    | 1919       | 1948  | 1953  | 1961          | 1971          | 1981          | 1991  | 2011        |
| --------- | ---------- | ----- | ----- | ------------- | ------------- | ------------- | ----- | ----------- |
| Einwohner | 574        | 751   | 815   | 1065          | 1420          | 1934          | 2138  | 1782        |
| Albaner   | 574(100 %) | k. A. | k. A. | 1040(97,65 %) | 1410(99,30 %) | 1924(99,48 %) | k. A. | 1782(100 %) |

Bei einer 1919 durchgeführten Volkszählung wurden im Dorf Zym 61 Haushalte mit insgesamt 574 Einwohnern erfasst, die sich in 54 katholisch-albanische Haushalte mit 467 Einwohnern sowie 7 muslimisch-albanische Haushalte mit 107 Einwohnern aufteilten.
Die nachfolgende Tabelle stellt die demographische Entwicklung der Katholiken zwischen 1703 und 1872 dar, wobei mehrere Dutzende Pfarreien im Umland mit einberechnet sind. Dass nicht alle Katholiken albanischer Ethnie waren, liegt auf der Hand.
| Jahr              | 1703 | 1818 | 1820 | 1842 | 1846 | 1853 | 1865 | 1872 |
| ----------------- | ---- | ---- | ---- | ---- | ---- | ---- | ---- | ---- |
| Anzahl Katholiken | 0213 | 0332 | 0226 | 0355 | 0485 | >648 | 0461 | 0497 |